# Fulladu East

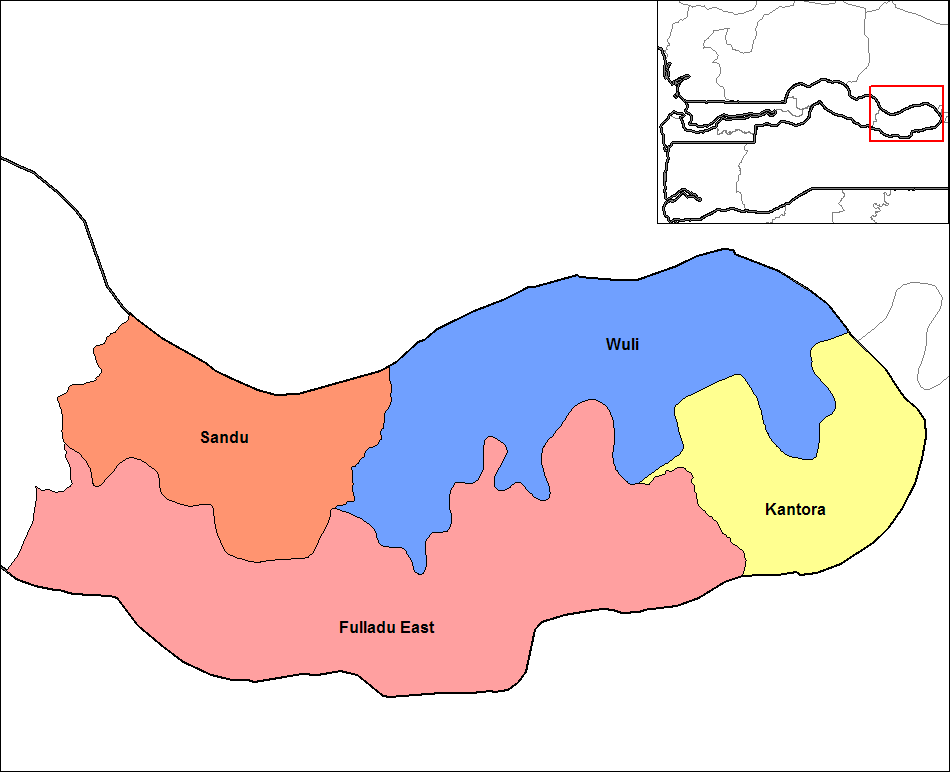
Districten van Upper River.

Fulladu East is een van de negen districten van de divisie Upper River van Gambia.
Fulladu East · Kantora · Sandu · Wuli